# Gold Hill, Colorado
Gold Hill är en ort i Boulder County i delstaten Colorado, USA.